# 普霍夫

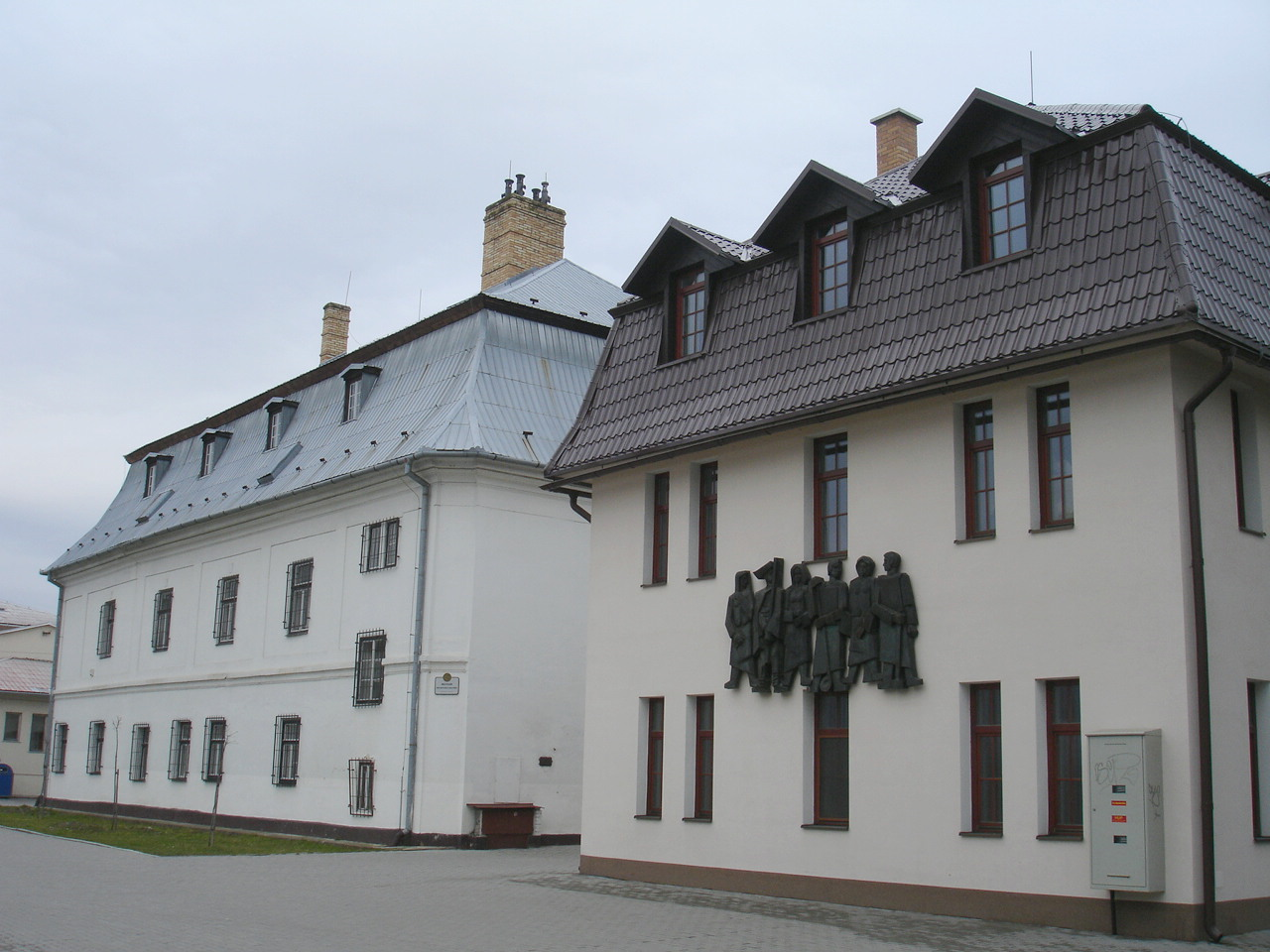

普霍夫是斯洛伐克的城鎮，位於該國西北部，由特倫欽州負責管轄，面積41.50平方公里，海拔高度265米，2005年人口18,658，其中七成居民信奉羅馬天主教。

## 外部連結
- http://www.puchov.sk （页面存档备份，存于） - official website (in Slovak)